# Parapachygone
Parapachygone es un género con una especies de plantas de flores perteneciente a la familia Menispermaceae. 

## Especies seleccionadas
| - Parapachygone longifolia (F.M.Bailey) Forman |